# 群心菜
群心菜（学名：Lepidium draba）是十字花科独行菜属的植物。分布于欧洲、北美、亚洲以及中国大陆的新疆、辽宁等地，生长于海拔200米至2,400米的地区，多生在河滩、田间、山坡路边以及水沟边，目前尚未由人工引种栽培。